# Журавка (притока Здвижу)
Журавка — річка в Україні, у Бородянському районі Київської області. Ліва притока Здвижу (басейн Дніпра).

## Опис
Довжина річки приблизно 8 км.

## Розташування
Бере початок на південному сході від Великого Лісу. Тече переважно на південний схід через Шибене і за 1 км від нього впадає у річку Здвиж, праву притоку Тетерева.
Річку перетинає автомобільна дорога Т 1019